# Ryland Heights
Ryland Heights – miasto w Stanach Zjednoczonych, w stanie Kentucky, w hrabstwie Kenton.